# Genesi (Alberoni)
Genesi è un libro di Francesco Alberoni, edito nel 1989.

## Temi dell'opera
Il saggio di Alberoni si incentra sul ruolo del movimento, generato nella fase di stato nascente, nel creare le principali formazioni sociali della Storia. Questa visione, fondata sulla solidarietà tra soggetti, si contrappone alla visione che vorrebbe incentrare la nascita delle formazioni sociali sul contratto. Secondo Alberoni, la Storia è caratterizzata da due momenti di profondo cambiamento: un cambiamento incentrato sullo sviluppo tecnologico ed economico, non caratterizzato dalla solidarietà tra le persone e quello incentrato sul movimento, che nasce proprio dalla solidarietà tra i componenti delle collettività. Sbocco naturale del movimento è la nascita dell'istituzione, che dura fino all'avvento di un nuovo movimento, che instaurerà una nuova istituzione.
Grande importanza ricopre il ruolo del leader, il quale riesce a condurre verso lo stesso obiettivo più movimenti, che possono essere definiti come minori o parziali rispetto a quello che darà luogo alla grande aggregazione sociale.
Vi sono tre grandi categorie di movimenti:
- il movimento religioso, che fonda l'aggregazione sulla credenza in un'entità di tipo trascendente;
- il movimento etico, che tende alla rinascita e alla liberazione individuale;
- il movimento politico, che cerca di raggiungere il suo obiettivo di cambiamento attraverso la partecipazione alla gestione del potere politico.

## Edizioni
- Francesco Alberoni, Genesi, Garzanti, 1989,  pp. 536 , cap. 16.